# Wereldbeker mountainbike 2015
De Wereldbeker mountainbike 2015 werd gehouden van april tot en met augustus 2015. Wielrenners streden in de disciplines crosscountry en downhill.
De crosscountry events bestonden uit zes onderdelen, gehouden van eind mei tot en met eind augustus. Er werden vier manches in Europa gehouden en twee in Noord-Amerika. De events in het downhill stonden van begin april tot eind augustus op het programma, en bestonden uit zeven manches.

## Crosscountry

### Mannen

#### Kalender en podia
| Nr. | Datum      | Locatie     | Eerste           | Tweede         | Derde            | Leider in het klassement |
| --- | ---------- | ----------- | ---------------- | -------------- | ---------------- | ------------------------ |
| 1.  | 24/05/2015 | Nové Město  | Jaroslav Kulhavý | Nino Schurter  | Julien Absalon   | Jaroslav Kulhavý         |
| 2.  | 31/05/2015 | Albstadt    | Julien Absalon   | Nino Schurter  | Jaroslav Kulhavý | Jaroslav Kulhavý         |
| 3.  | 05/07/2015 | Lenzerheide | Jaroslav Kulhavý | Nino Schurter  | Ondřej Cink      | Jaroslav Kulhavý         |
| 4.  | 02/08/2015 | Mt-St-Anne  | Nino Schurter    | Julien Absalon | Florian Vogel    | Nino Schurter            |
| 5.  | 09/08/2015 | Windham     | Nino Schurter    | Julien Absalon | Manuel Fumic     | Nino Schurter            |
| 6.  | 23/08/2015 | Val di Sole | Nino Schurter    | Julien Absalon | Florian Vogel    | Nino Schurter            |

### Vrouwen

#### Kalender en podia
| Nr. | Datum      | Locatie     | Eerste                 | Tweede            | Derde                  | Leidster in het klassement |
| --- | ---------- | ----------- | ---------------------- | ----------------- | ---------------------- | -------------------------- |
| 1.  | 24/05/2015 | Nové Město  | Jolanda Neff           | Gunn-Rita Dahle   | Pauline Ferrand-Prévot | Jolanda Neff               |
| 2.  | 31/05/2015 | Albstadt    | Jolanda Neff           | Gunn-Rita Dahle   | Catharine Pendrel      | Jolanda Neff               |
| 3.  | 05/07/2015 | Lenzerheide | Gunn-Rita Dahle        | Lea Davison       | Catharine Pendrel      | Jolanda Neff               |
| 4.  | 02/08/2015 | Mt-St-Anne  | Jolanda Neff           | Catharine Pendrel | Pauline Ferrand-Prévot | Jolanda Neff               |
| 5.  | 09/08/2015 | Windham     | Pauline Ferrand-Prévot | Jolanda Neff      | Annika Langvad         | Jolanda Neff               |
| 6.  | 23/08/2015 | Val di Sole | Annika Langvad         | Jolanda Neff      | Irina Kalentjeva       | Jolanda Neff               |

## Downhill

### Mannen

#### Kalender en podia
| Nr. | Datum      | Locatie      | Eerste         | Tweede        | Derde             | Leider in het klassement |
| --- | ---------- | ------------ | -------------- | ------------- | ----------------- | ------------------------ |
| 1.  | 12/04/2015 | Lourdes      | Aaron Gwin     | Loïc Bruni    | Michael Jones     | Aaron Gwin               |
| 2.  | 07/06/2015 | Fort William | Greg Minnaar   | Aaron Gwin    | Marcelo Gutierrez | Aaron Gwin               |
| 3.  | 14/06/2015 | Leogang      | Aaron Gwin     | Connor Fearon | Remi Thiron       | Aaron Gwin               |
| 4.  | 04/07/2015 | Lenzerheide  | Greg Minnaar   | Loïc Bruni    | Troy Brosnan      | Aaron Gwin               |
| 5.  | 01/08/2015 | Mt-St-Anne   | Josh Bryceland | Loïc Bruni    | Dean Lucas        | Aaron Gwin               |
| 6.  | 08/08/2015 | Windham      | Aaron Gwin     | Greg Minnaar  | Loris Vergier     | Aaron Gwin               |
| 7.  | 22/08/2015 | Val di Sole  | Aaron Gwin     | Loïc Bruni    | Troy Brosnan      | Aaron Gwin               |

### Vrouwen

#### Kalender en podia
| Nr. | Datum      | Locatie      | Eerste          | Tweede          | Derde           | Leidster in het klassement |
| --- | ---------- | ------------ | --------------- | --------------- | --------------- | -------------------------- |
| 1.  | 12/04/2015 | Lourdes      | Emmeline Ragot  | Rachel Atherton | Myriam Nicole   | Emmeline Ragot             |
| 2.  | 07/06/2015 | Fort William | Rachel Atherton | Tahnee Seagrave | Emmeline Ragot  | Rachel Atherton            |
| 3.  | 14/06/2015 | Leogang      | Rachel Atherton | Tahnee Seagrave | Emmeline Ragot  | Rachel Atherton            |
| 4.  | 04/07/2015 | Lenzerheide  | Rachel Atherton | Manon Carpenter | Tracey Hannah   | Rachel Atherton            |
| 5.  | 01/08/2015 | Mt-St-Anne   | Rachel Atherton | Manon Carpenter | Myriam Nicole   | Rachel Atherton            |
| 6.  | 08/08/2015 | Windham      | Rachel Atherton | Manon Carpenter | Tahnee Seagrave | Rachel Atherton            |
| 7.  | 22/08/2015 | Val di Sole  | Rachel Atherton | Myriam Nicole   | Manon Carpenter | Rachel Atherton            |

1991 · 
1992 · 
1993 · 
1994 · 
1995 · 
1996 · 
1997 · 
1998 · 
1999 · 
2000 · 
2001 · 
2002 · 
2003 · 
2004 · 
2005 · 
2006 · 
2007 · 
2008 · 
2009 · 
2010 · 
2011 · 
2012 · 
2013 · 
2014 · 
2015 · 
2016 · 
2017 · 
2018 · 
2019 · 
2020 · 
2021 · 
2022 · 
2023 · 
2024 · 
2025